# تورگوت پولات
تورگوت پولات (انگلیسی: Turgut Polat؛ زادهٔ ۹ سپتامبر ۱۹۹۳) یک بازیکن تنیس روی میز است. 